# Тактика конкурентных действий
Тактика конкурентных действий — это составная часть менеджмента конкурентных действий фирмы, совокупность форм и способов (средств и приемов) реализации фирмой конкурентной стратегии.

## Тактика и стратегия ведения бизнеса
Термин «тактика» и выражение «тактика действий» широко используются в военном лексиконе, спорте и других видах состязательной деятельности. В военном деле употребляются такие понятия, как «тактические учения», «тактические занятия», «тактические циклы», «тактические соображения», «тактические планы», «тактические построения». Военный теоретик XIX века, Карл фон Клаузевиц писал, что тактика и стратегия — два совершенно различных вида деятельности: тактика — это организация и ведение отдельных боев и битв; стратегия — это ведение войны, увязывающее отдельные битвы с общей целью.
После публикации классической работы Игоря Ансоффа «Корпоративная стратегия» начинается развитие теории стратегического менеджмента. Несмотря на устойчивое различение в терминах, в большинстве научных публикаций по вопросам управления предприятием тактика и стратегия принципиально не отличаются, так как тактика является частью стратегии, способом её реализации или её «краткосрочной» формой, стратегией действий отдельного подразделения компании. Основное различие данных понятий в современном бизнес-лексиконе выражается в масштабе осуществляемой деятельности и определяется уровнем управления: тактика может являться стратегией для подчинённых ей тактик.
Во второй половине XX века с развитием теории стратегического менеджмента концептуальное разделение на стратегию и тактику из военной и спортивной терминологии постепенно проникает в бизнес-терминологию.
Так, Эл Райс и Джек Траут в классической книге «Маркетинговые войны» использовали идеи фон Клаузевица для анализа маркетинговых коммуникаций и конкурентных действий фирмы, выделив 4 типа маркетинговой войны для фирм разных конкурентных статусов: оборонительную — для лидера рынка, наступательную — для претендента на лидерство, фланговую — для не претендующего на лидерство середняка, партизанскую — для выживающего аутсайдера.
Джек Траут и Эл Райс предложили оригинальную трактовку этих концепций, согласно которой «тактика диктует стратегию»: «Форма должна следовать за функцией, стратегия должна следовать за тактикой. То есть достижение тактических результатов — конечная и единственная цель стратегии. Если данная стратегия не приносит тактических результатов, она ошибочна, каким бы блестящим ни было её появление, как бы красноречиво её ни отстаивали. Стратегия должна разрабатываться снизу вверх, а не сверху вниз. Только генерал, обладающий глубоким, детальным знанием того, что происходит на поле боя, может разработать эффективную стратегию». Тактика — это конкурентный ментальный аспект, идея позиционирования в сознании потенциального клиента. Стратегия — это не цель,- это последовательное маркетинговое направление, сфокусированное на выбранной тактике.

## Соотношение тактики и стратегии конкуренции
В отличие от термина «конкурентная стратегия», предложенного М. Портером в 1970-х годах, и ставшего популярным понятием, термины «конкурентная тактика», «тактика конкуренции», «тактика конкурентных действий» не являлись предметом научно-практических исследований, и не получили чёткого содержательного определения.
Наиболее полным следует считать определение тактики участия в конкуренции, предложенное Ю. Б. Рубиным, согласно которому под тактикой конкурентных действий (тактикой конкуренции) понимается совокупность связанных между собой приоритетов участников рынка в выполнении конкурентных действий в течение ограниченного по времени периода взаимодействия с соперниками для решения фиксированного круга задач данного периода на отдельных полях конкуренции в соответствии с принятой стратегией.
При этом, согласно Ю. Б. Рубину систему конкурентных действий фирмы можно разделить на стратегический, тактический и ситуационный уровни конкуренции. Стратегия конкуренции реализуется посредством усилий, предпринимаемых субъектами рынка по отношению к соперникам в течение тактических периодов конкуренции. Тактика конкуренции в свою очередь реализуется через конкурентные действия по ситуации (ситуационный уровень).
Стратегия конкуренции фирмы становится ответом на долговременные вызовы конкурентной среды. Тактика конкуренции определяет, как следует фирме квалифицированно действовать каждый день в противостоянии с конкретными соперниками, чтобы реализовать стратегию.
Стратегия конкуренции — всегда сравнительно устойчива, а тактика конкуренции — сравнительно переменчива, так как сроки применения тактики конкурентных действий всегда ограничены во времени тактическими периодами конкуренции на определённом рынке.
Ю. Б. Рубин указал на то, что тактика участия в конкуренции представляет собой совокупность конкурентных действий, связанных в тактические модели и фактически реализуемых в тактических операциях против определённых тактических конкурентов в короткий период времени.
Помимо тактических моделей конкуренции и тактических конкурентных операций компонентами тактики конкурентных действий являются:
- тактический период конкуренции,
- состав тактических конкурентов,
- поле тактических действий,
- тактические задачи данного периода,
- тактический конкурентный потенциал фирмы,
- тактическая конкурентоспособность фирмы,
- стиль и манера проведения тактических конкурентных действий.

## Тактический период конкуренции
Единицей измерения сроков применения участниками рынка той или иной тактики конкурентных действий в отношении тактических соперников является тактический период конкуренции.
Тактические периоды конкуренции могут иметь разную продолжительность по времени: от одного месяца до одного года.
Тактический период взаимодействия с соперниками может исчерпываться, например, приобретением (вопреки конкурентам) уникального сырья, эффективным доведением до окружения информационных сигналов, привлечением (или утратой) ценных работников, победой (или поражением) в конкурсе на получение госзаказа, переключением клиентов на свою более дешёвую или более качественную продукцию, включением в выгодные цепочки ценности и выключением из неё соперников и другие.
Ю. Б. Рубин считает, что тактические периоды конкуренции могут оказаться и очень короткими и занимать один день или даже часть одного дня, поэтому универсального определения границ тактических периодов конкуренции не существует.
Участники рынка вступают в тактическое соперничество, обладая сравнительными конкурентными преимуществами и недостатками. Эти различия признаются тактическими, поскольку они имеют значение лишь для соперничества конкретных сторон в течение данного тактического периода конкуренции. Результатами тактического соперничества сторон являются обеспечение нового тактического конкурентного преимущества (или совокупности преимуществ) над противоположной стороной, либо преодоление прежних тактических конкурентных недостатков (или отдельного недостатка) по окончании данного периода. Ведь достигнутые ранее конкурентные преимущества, а также достигнутое отсутствие недостатков становятся ресурсами будущего соперничества в очередном тактическом периоде конкуренции.
Важными признаками тактики конкурентных действий — задачи на тот или иной период соперничества, наличие конкретных объектов соперничества и рынков, где это соперничество должно быть ими предпринято.

## Тактические модели конкуренции
Тактика конкурентных действий осуществляется участниками рынка путём применения разных тактических моделей конкуренции. Под тактической моделью конкуренции понимается определённый тип тактики конкурентных действий, который обладает системными отличительными признаками и адресуется соперникам в течение всего тактического периода конкуренции.
Тактические модели конкуренции обладают признаками устойчивости включаемых в них конкурентных действий. Поэтому они устойчиво воспроизводятся участниками рынка.
Перечень типов тактических моделей конкуренции включает:
1. наступление;
2. оборону;
3. комбинирование наступления и обороны;
4. укоренение в рыночной нише;
5. отступление;
6. сотрудничество или партнёрство с конкурентами;
7. совместное наступление;
8. совместная оборона;
9. компромиссное сосуществование с конкурентами.

## Тактические конкурентные операции
Тактические конкурентные операции представляют собой блоки конкурентных действий, выполняемых участниками рынка в определённом порядке по отношению к тактическим соперникам в процессе применения ими тактических моделей конкуренции.
Тактические конкурентные операции могут объединять серии ценовых и неценовых ударов, обмены ударами, создание разных помех нанесение ударов в сочетании с выдвижением угроз и на тех или иных полях конкуренции и иные действия. Проводя эти операции, участники рынка упорядочивают выполнение конкурентных действий в соответствии с задачами, которые они ставят перед собой в текущих тактических периодах конкуренции. Поэтому они порой именуются в литературе приёмами конкуренции (конкурентными приёмами) по аналогии с приёмами спортивной борьбы.
Среди тактических конкурентных операций выделяют специальные и универсальные тактические конкурентные операции. Смысл и предназначение специальных тактических конкурентных операций определяются их принадлежностью к тому или иному типу тактических моделей конкуренции. Их классификация по группам включает:
- тактические наступательные операции;
- тактические оборонительные операции;
- тактические операции по содействию друг другу;
- тактические операции по достижению взаимных компромиссов на основе взаимопонимания и следованию им.

Универсальные тактические конкурентные операции не связаны со спецификой той или иной тактической модели конкуренции и могут включаться в каждую из них. К ним относятся операции конкурентной разведки и тактические хитрости.